# Pescara Circuit
Pescara Circuit – dawny włoski tor Formuły 1 o długości 25,8 km położony nieopodal Pescary.
Trasa składała się z dwóch długich prostych przecinających wioski i wielu wymagających zakrętów. Drogi były zarówno wąskie jak i wyboiste. Tor ten uznawany jest za najdłuższą pętlę wykorzystywaną w wyścigach typu open-wheel w historii.
Pierwszy wyścig odbył się w 1924. Odbywały się tu także wyścigi niezaliczane do klasyfikacji mistrzostw świata. Ostatecznie w 1957 odbyło się GP Pescara. Wyścig przyciągnął tłumy widzów. Wygrał Stirling Moss w Vanwallu.
Ostatnim wyścigiem toru były 4-godzinne mistrzostwa świata aut sportowych w 1961, wygrane przez Lorenzo Bandiniego i Giorgio Scarlattiego. Po tej imprezie zrezygnowano z toru, jako że organizatorzy nie byli w stanie zapewnić kierowcom i kibicom bezpieczeństwa.

## ZwycięzcyGrand Prix Formuły 1na torze Pescara
| Sezon | Kierowca      | Zespół  |        |
| ----- | ------------- | ------- | ------ |
| 1957  | Stirling Moss | Vanwall | Wyniki |